# Ясинувате (Ізюмський район)
Ясинува́те — село в Україні, у Борівській селищній громаді Ізюмського району Харківської області. Населення становить 53 осіб. До 2020 орган місцевого самоврядування — Підвисочанська сільська рада.

## Географія
Село Ясиновате знаходиться за 7 км від Оскільського водосховища (річка Оскіл). На відстані 2 км розташовані села Копанки, Парнувате і Калинове.

## Історія
1785 — дата першої згадки.
12 червня 2020 року, відповідно до Розпорядження Кабінету Міністрів України № 725-р «Про визначення адміністративних центрів та затвердження територій територіальних громад Харківської області», увійшло до складу Борівської селищної громади.
19 липня 2020 року, в результаті адміністративно-територіальної реформи та ліквідації Борівського району, увійшло до складу Ізюмського району Харківської області.

## Населення

### Мова
Розподіл населення за рідною мовою за даними перепису 2001 року:
| Мова       | Кількість | Відсоток |
| ---------- | --------- | -------- |
| українська | 48        | 90.57%   |
| російська  | 5         | 9.43%    |
| Усього     | 53        | 100%     |

## Економіка
В селі є птахо-товарна ферма.

## Відомі люди

### Народилися
- Шлапак Дмитро Якович (1923—1995) — український критик і літературознавець.